# Sistem autonom (Internet)
Un sistem autonom (engleză Autonomous system), prescurtat SA este un set de routere aflate sub administrare comună și cu o politică de securitate unitară. Această politică de securitate unitară este sub controlul organizației iana (Internet Assigned Numbers Authority).